# 柴田眼治 (小惑星)
柴田眼治（しばたげんじ、20098 Shibatagenji）とは、小惑星帯に位置する小惑星の1つである。
北海道北見市で円舘金と渡辺和郎によって発見された。

## 名称
柴田眼治は医者の1人で藤井旭らによって命名を推奨された。彼は東京生まれだが高校の頃山口で藤井旭と同級生であり、天体観測などを一緒に楽しんでいた。柴田病院の会長や老人保健施設アーユスの理事長として福祉に寄与しているため命名に至った。